# Иванов, Борис Григорьевич
Борис Григорьевич Ивано́в (1908—1964) — советский кинорежиссёр.
Похоронен в колумбарии Донского кладбища.

## Награды и звания
- орден «Знак Почёта» (14.04.1944)

## Творчество

### Фильмография
- 1938 — Александр Невский — второй режиссёр
  - Совместно с А. Б. Столпером
- 1940 — Закон жизни
- 1942 — Парень из нашего города
- 1943 — Жди меня